# Love Don't Live Here
Love Don't Live Here é o primeiro single solo da banda americana de música country Lady Antebellum. Embora o grupo já havia traçado junto com artista pop Jim Brickman em seu single "Never Alone" 2007, a canção foi lançada nas rádios. Foi escrito pelo três membros da banda (Hillary Scott, Charles Kelley, e Dave Haywood). A canção alcançou a 3ª posição na para Hot Country Songs dos Estados Unidos no dia 14 de junho de 2008.

## Antecedentes e composição
"Love Don't Live Here" é um mid-tempo em que Charles Kelley canta os vocais. Acompanhado por guitarra e bandolim, a música encontra o narrador abordando uma ex-amante que apareceu na sua porta. Ele diz a ela que o caso deles estão perdidos. Kelley descreve a música como: "Eu realmente senti que nós encontramos o nosso som nessa música, e eu estava realmente orgulhoso, pois se tornou o nosso primeiro single, uma vez que foi uma das primeiras músicas que nós três escreveremos juntos".

## Videoclipe
O vídeo da música foi filmado e lançado em dezembro de 2007.

## Prêmios
No 51º Grammy Awards, "Love Don't Live Here" recebeu uma nomeação para Melhor Performance Country por um Duo ou Grupo com Vocais. O próprio grupo foi nomeado para Artista Revelação também.

## Performance nas paradas
| Paradas                                  | Melhor posição |
| ---------------------------------------- | -------------- |
| Canadá - Canadian Hot 100                | 63             |
| Estados Unidos - Billboard Hot 100       | 53             |
| Estados Unidos - Billboard Country Songs | 3              |

### Paradas anuais
| Tabelas musicais (2011)                  | Posição |
| ---------------------------------------- | ------- |
| Estados Unidos - Billboard Country Songs | 12      |